# Стівен Бічі
Стівен Бічі (англ. Stephen Beachy) — американський письменник.

## Раннє життя
Батьки Стівена — меноніти, а його бабуся та дідусь по батьковій лінії були амішами. Його брат Тім Бічі є учасником гурту Squidboy.
Бічі — другий двоюрідний брат біолога Філіпа Бічі та історика Роберта М. Бічі, а також є родичем біолога Роджера Н. Бічі. Стівен навчався в Університеті Айови з 1983 по 1990 роки, як магістр, та входив в гурток майстерні письменників Айови. Будучи студентом, він багато подорожував по США та Латинській Америці, іноді на мотоциклі, а іноді автостопом, це відобразилось на його першому романі.

## Письменництво
Його перший роман The Whistling Song ілюстрації до роману надрукував Керт Кірквуд, і вийшов він 1991 року, а другий Distortion в 2000. У 2006 році Стівен Бічі друкує дві новели: Some Phantom та No Time Flat які є інтерпритацією Повісті «Поворот гвинта» та «Карнавал душ».
Роберт Глюк сказав: «Стівен Бічі — прозорливий діяч. У цих двох новалех він досліджує безумство та злочини пов'язані з нічною лірикою порожнього часу та простору». Його новела boneyard була опублікована у 2011 році. Новела була написана у співпраці з хлопчиком-амішем Джейком Йодером, існування якого не підтверджено, в сюжеті якої йде розповідь про реальний розстріл який відбувся у школі амішів в 2006 році.
Стівен Бічі заявив, що на його творчість вплинули такі письменники як Брати Грімм, Агота Крістоф, Кеті Акер та багато мультибіографій, написаних авторами з розладом особистості. Твори Бічі були опубліковані в BOMB, Chicago Review, Blithe House Quarterly, SHADE, та інших антологіях.
Його науково-популярна публікація така як God's Radar Screen увійщла в антологію Love, Castro Street. Стівен займався літературною та кіно критикою для газети San Francisco Bay Guardian. У жовтні 2005 року він опублікував статтю в журналі «New York Magazine», де викрив письменника Дж. Т. Лероя як жінку яку вигадала Лаура Альберт за допомогою членів її сім'ї.
Вчений Даніель Шенк Крус визначив Бічі як важливу постать у квір літературі менонітів.

## Навчання та редагування
З 1995 по 1996 рік викладав для WritersCorps у Сан-Франциско. З 1999 року Біллі викладав на кафедрі МЗС в університеті Сан-Франциско. Стівен є редактором прози літературного журналу «Your Impossible Voice», також там публіковалися твори інших особистостей таких як: Джессіка Гегедорн, Орасіо Моя, Стейсі Левін та Даніель Борзуцький.